# Gunung Tengku Manik
Gunung Tengku Manik är ett berg i Indonesien.   Det ligger i provinsen Aceh, i den västra delen av landet, 1 700 km nordväst om huvudstaden Jakarta. Toppen på Gunung Tengku Manik är 1 078 meter över havet, eller 72 meter över den omgivande terrängen. Bredden vid basen är 0,95 km.
Terrängen runt Gunung Tengku Manik är huvudsakligen kuperad, men österut är den bergig. Runt Gunung Tengku Manik är det mycket glesbefolkat, med 6 invånare per kvadratkilometer. I omgivningarna runt Gunung Tengku Manik växer i huvudsak städsegrön lövskog.